# Jean Bastien
Jean Bastien (Oran, 21 de junho de 1915 – Marselha, 7 de agosto de 1969) foi um futebolista e treinador francês (nascido na então colônia da Argélia) que atuava como volante. Fez história no Olympique de Marseille, clube que defendeu por mais de 10 anos.

## Carreira
Começou no La Marsa Oran, da Argélia e logo foi contrato pelo Olympique de Marseille, em 1935, permanecendo até 1938, quando se transferiu para o RC Paris.
No ano seguinte, retornou ao time de Marselha, onde não jogou por muito tempo e foi para o Toulouse, em 1940.
No seu segunto retorno ao Olympique de Marseille, fez história se tornando um dos jogadores com mais jogos pelo clube. Nas suas três passagens pelo time, conquistou duas vezes o Campeonato Francês e outras duas a Copa da França.
Encerrou a carreira no Montpellier, em 1951, clube que também comandou como treinador.

### Seleção Francesa
Participou como titular da Copa do Mundo de 1938. 

## Títulos
Olympique de Marseille
- Campeonato Francês: 1936-37 e 1947-48
- Copa da França: 1937-38 e 1942-43